# Giorgio Santacroce
Giorgio Santacroce (La Spezia, 6 aprile 1941 – Roma, 13 gennaio 2017) è stato un magistrato italiano, primo presidente della Corte suprema di cassazione dal 13 maggio 2013 al 1º gennaio 2016.

## Biografia
Ha svolto funzione di Pubblico Ministero presso la procura di Roma dal 1970 al 1990. In questi anni si è occupato di lotta al terrorismo nazionale ed internazionale, della strage di Ustica e dei fondi neri della BNL. Nel 1990 entra a far parte della procura generale di Roma, dove rappresenta l'accusa nel processo contro la banda della Magliana, per il sequestro del duca Grazioli. Nel 1997 viene nominato consigliere di Cassazione.

## La nomina a primo presidente della Cassazione
Il plenum del CSM, riunito l'8 maggio 2013 e presieduto dal Presidente della Repubblica, lo ha nominato Primo presidente della Corte suprema di cassazione con 13 voti favorevoli, contro i 9 andati a favore di Luigi Rovelli. È entrato in carica il 13 maggio.
È stato anche presidente del Consiglio della magistratura militare.